# Мрочень
Мрочень (пол. Mroczeń) — село в Польщі, у гміні Баранув Кемпінського повіту Великопольського воєводства.
Населення — 1578 осіб (2011).
У 1975-1998 роках село належало до Каліського воєводства.

## Демографія
Демографічна структура станом на 31 березня 2011 року:
|          | Загалом | Допрацездатний вік | Працездатний вік | Постпрацездатний вік |
| -------- | ------- | ------------------ | ---------------- | -------------------- |
| Чоловіки | 801     | 178                | 558              | 65                   |
| Жінки    | 777     | 156                | 475              | 146                  |
| Разом    | 1578    | 334                | 1033             | 211                  |